# 圣伯多禄堂 (慕尼黑)

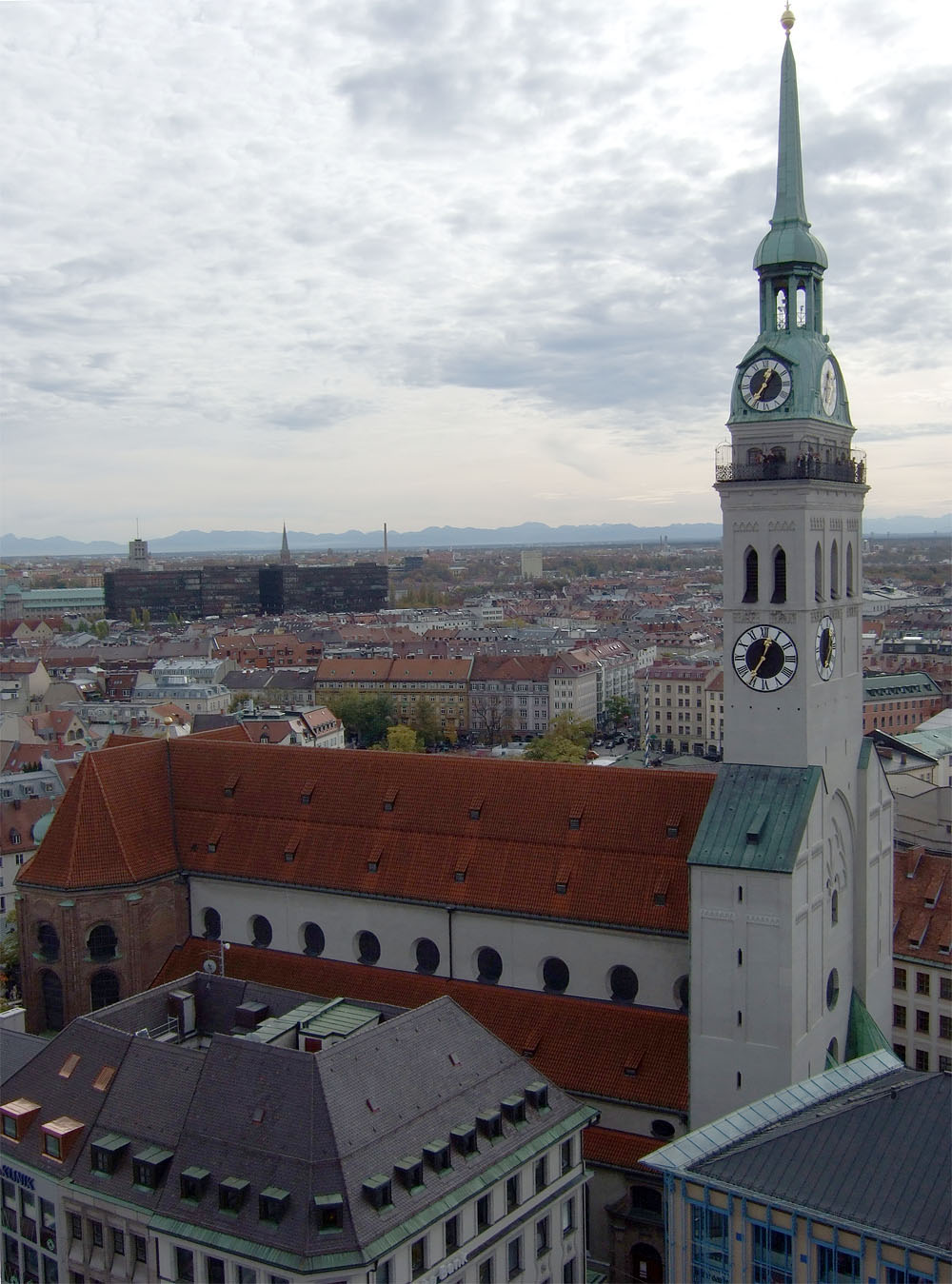
圣伯多禄堂

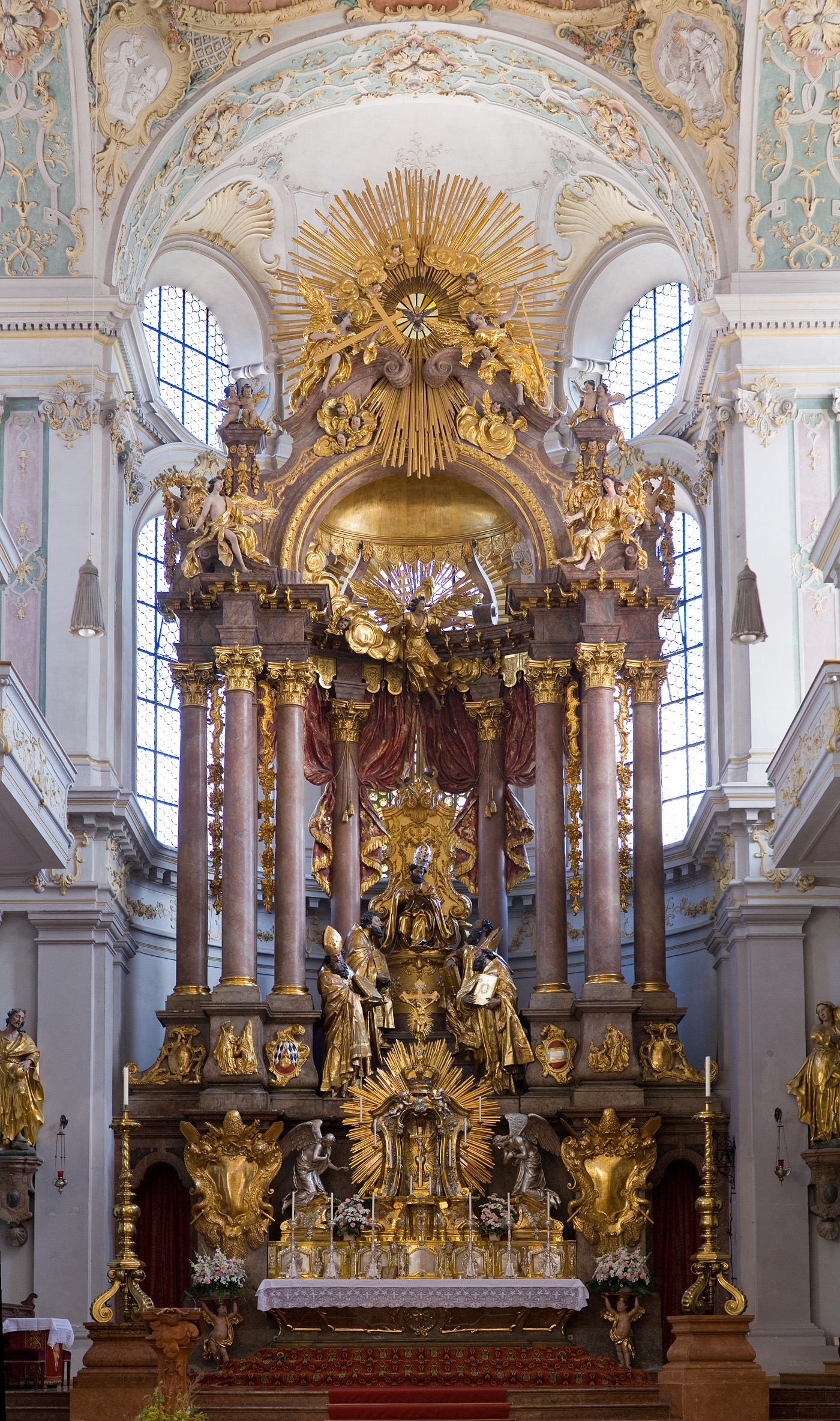
祭坛

圣伯多禄堂（St. Peter）是德国慕尼黑内城最古老的教堂。早在1158年慕尼黑建城之前此处已经建有教堂。8世纪修道士居住在山上教堂周围。12世纪末新建了一座巴伐利亚罗马式教堂，在1327年被大火摧毁前不久曾扩建为哥特式。此后在1368年又新建了教堂。17世纪初增建了92米高的文艺复兴式尖塔和巴洛克式唱诗班席位。